# ضريح الشيخ أحمد جامي
ضريح الشيخ أحمد جامي (بالفارسية: آرامگاه شیخ احمد جامی) هو ضريح ومقبرة تاريخي، ويقع في تربت جام.هذا هو ضريح الشيخ أحمد جامي. 

## معرض الصور

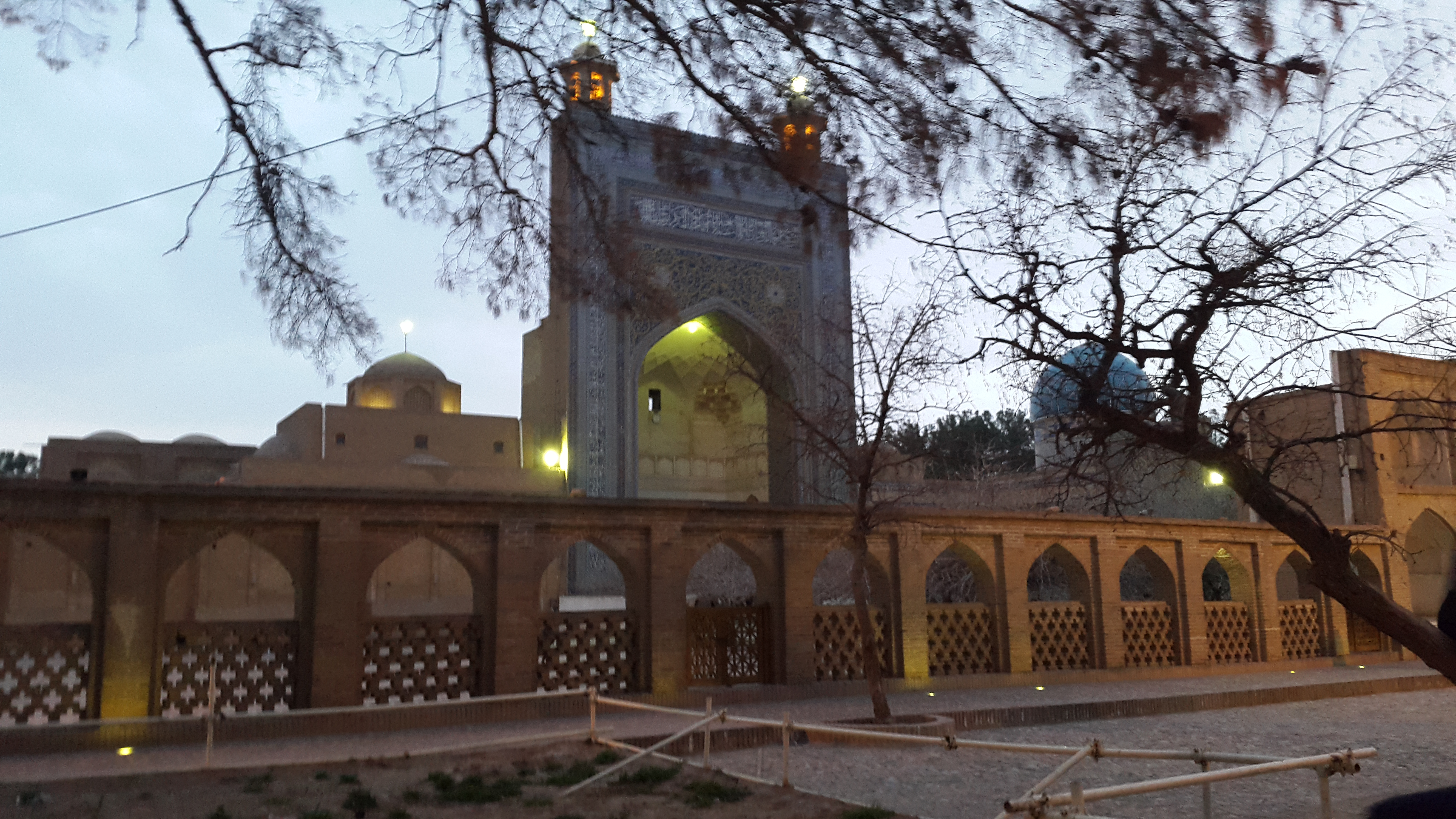
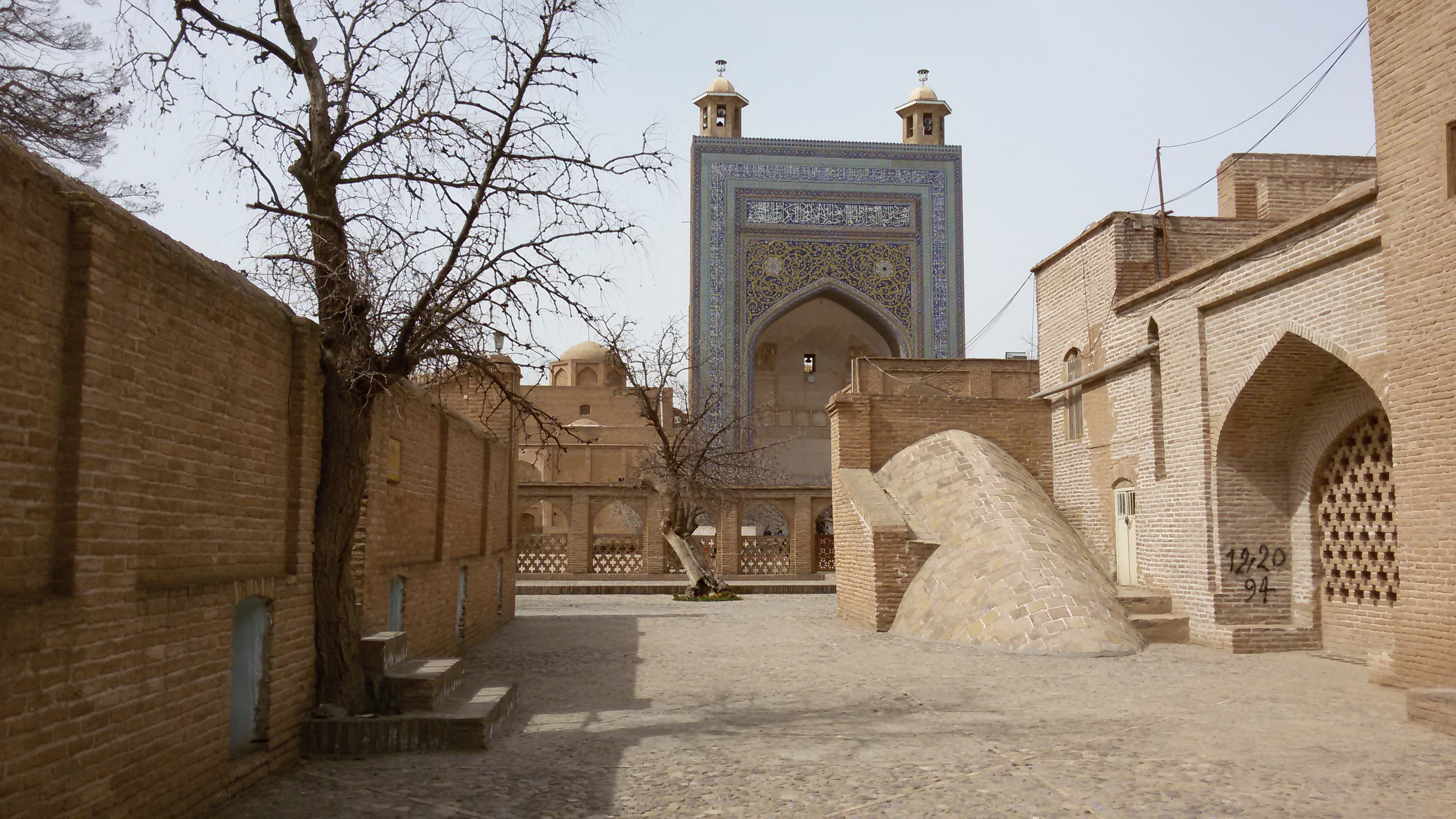
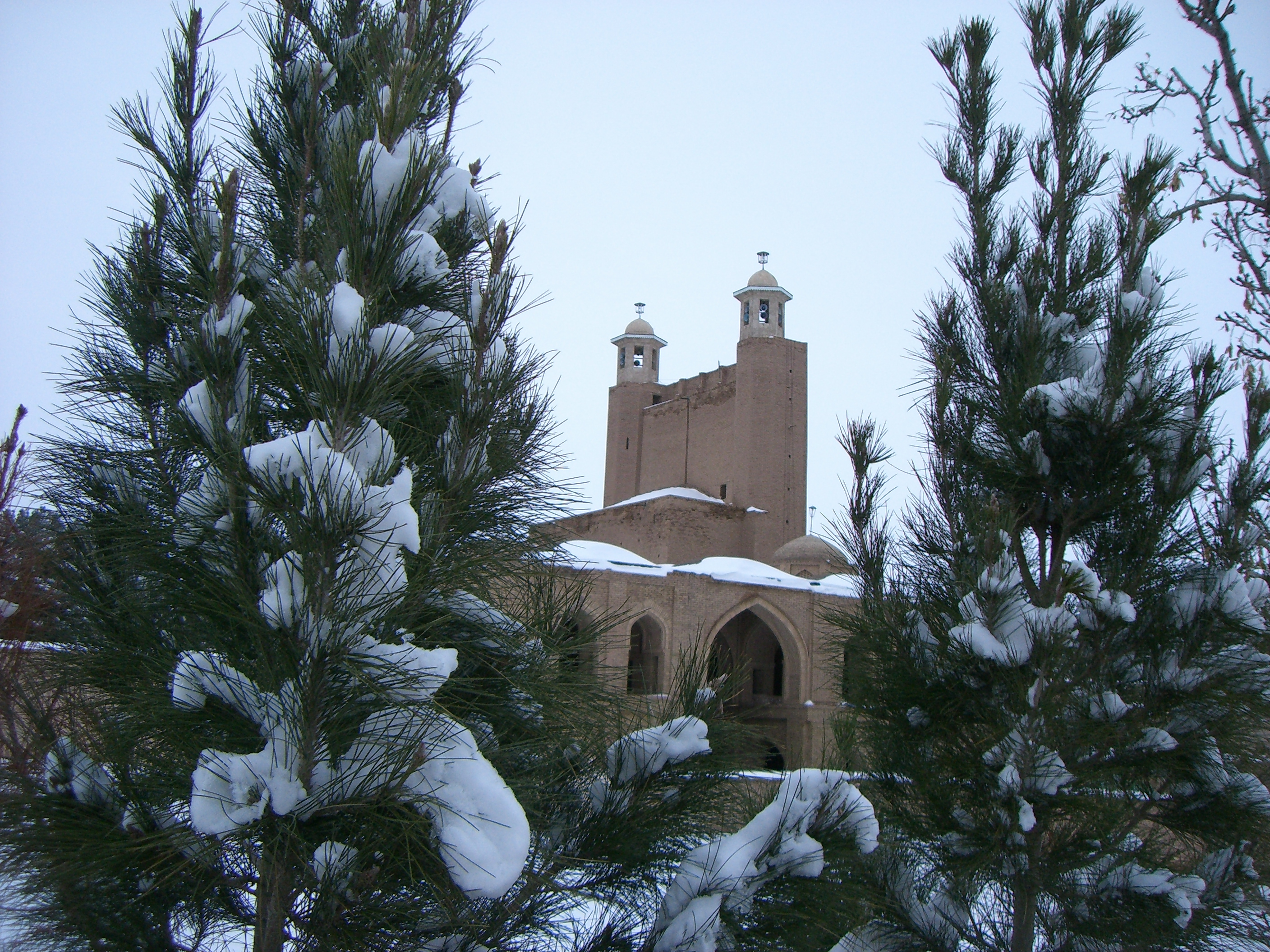
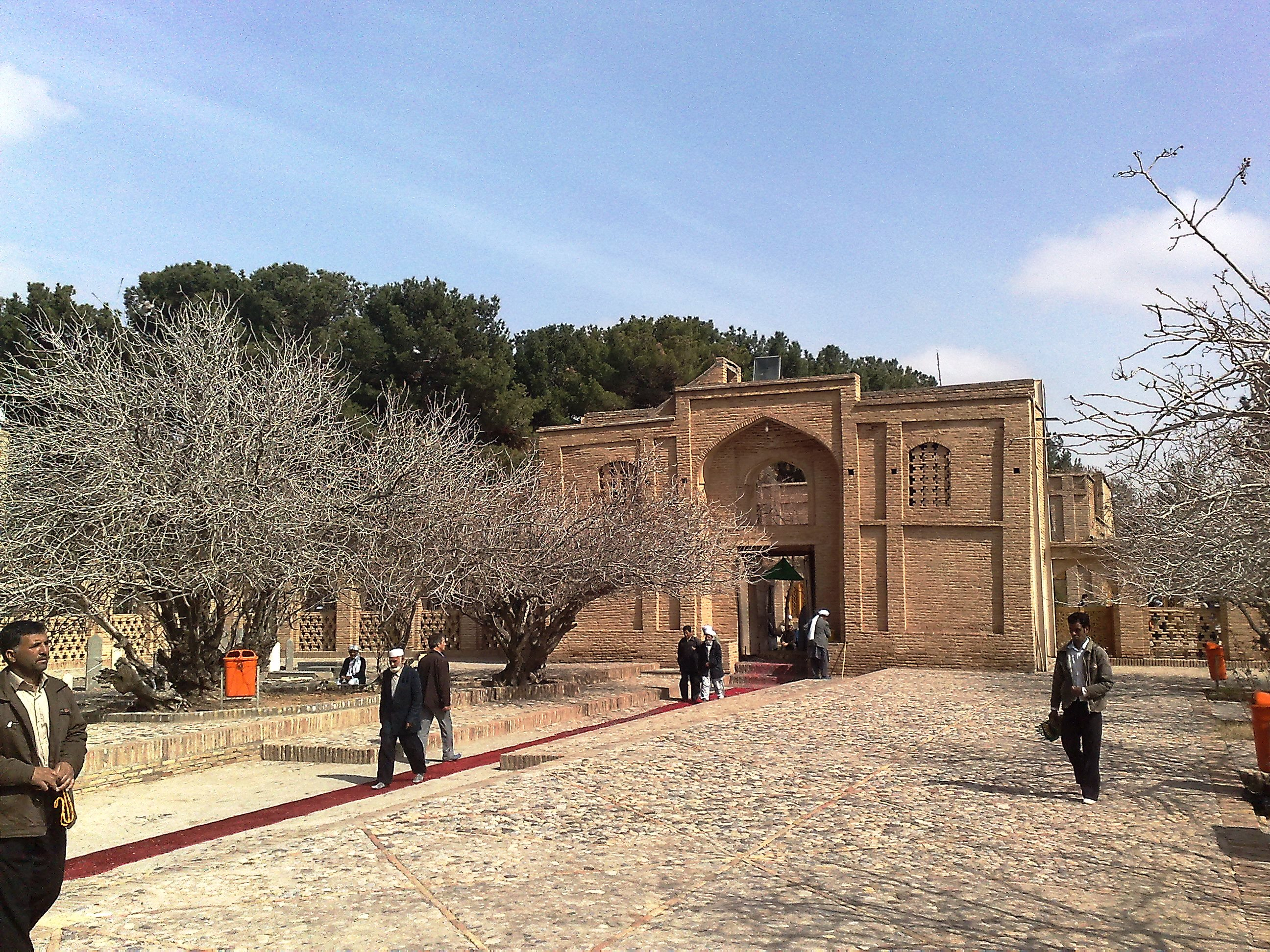
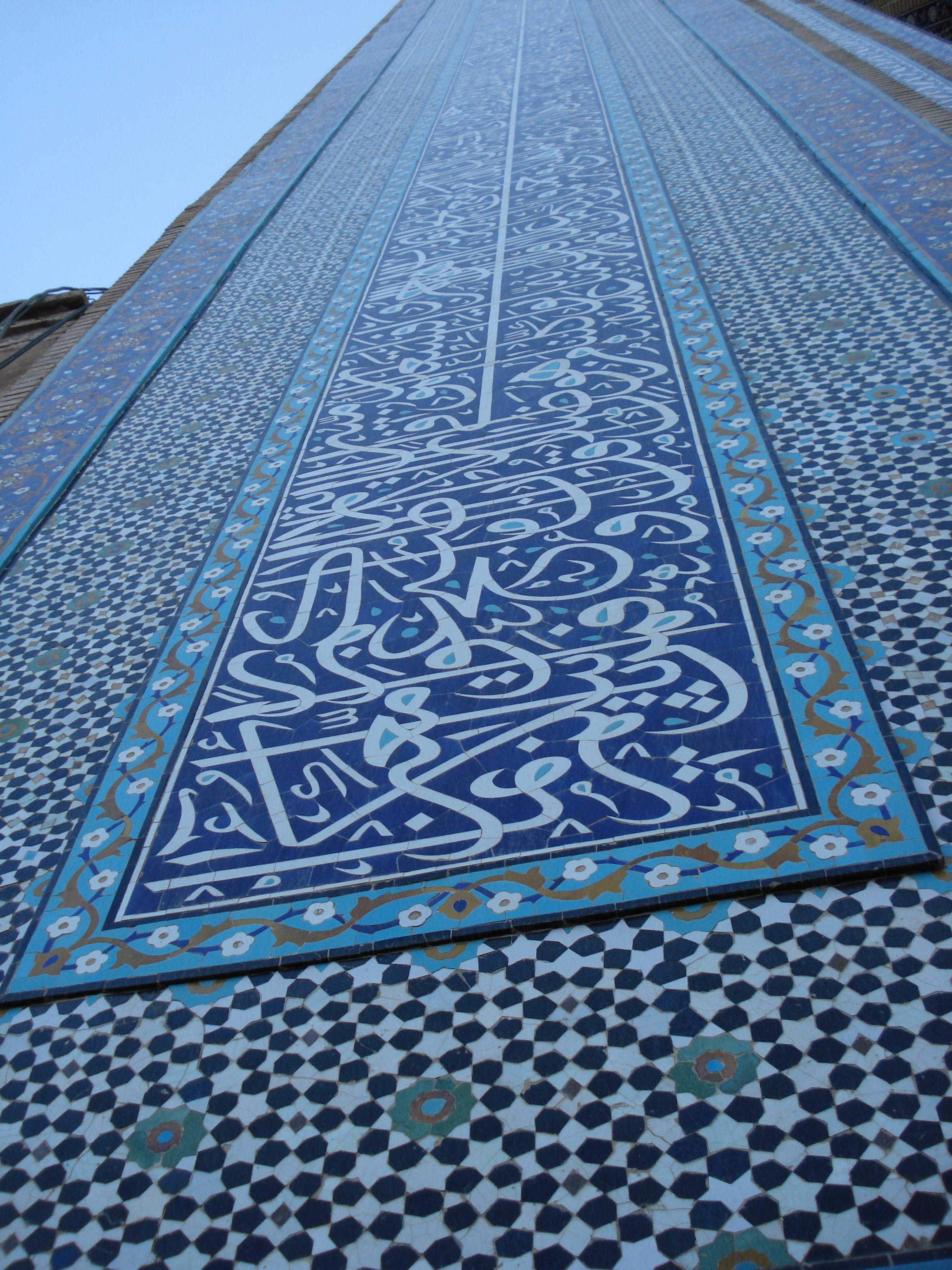
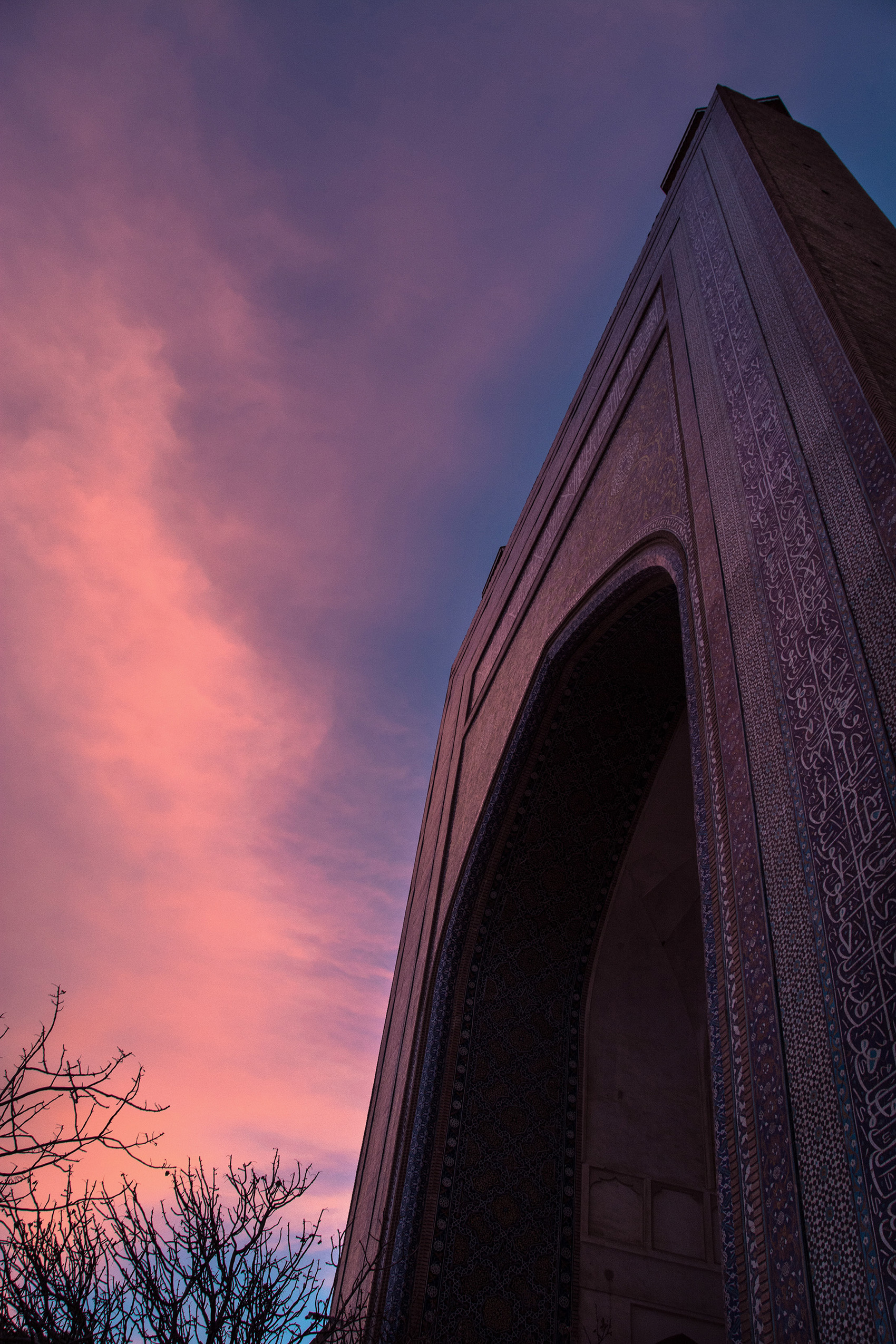
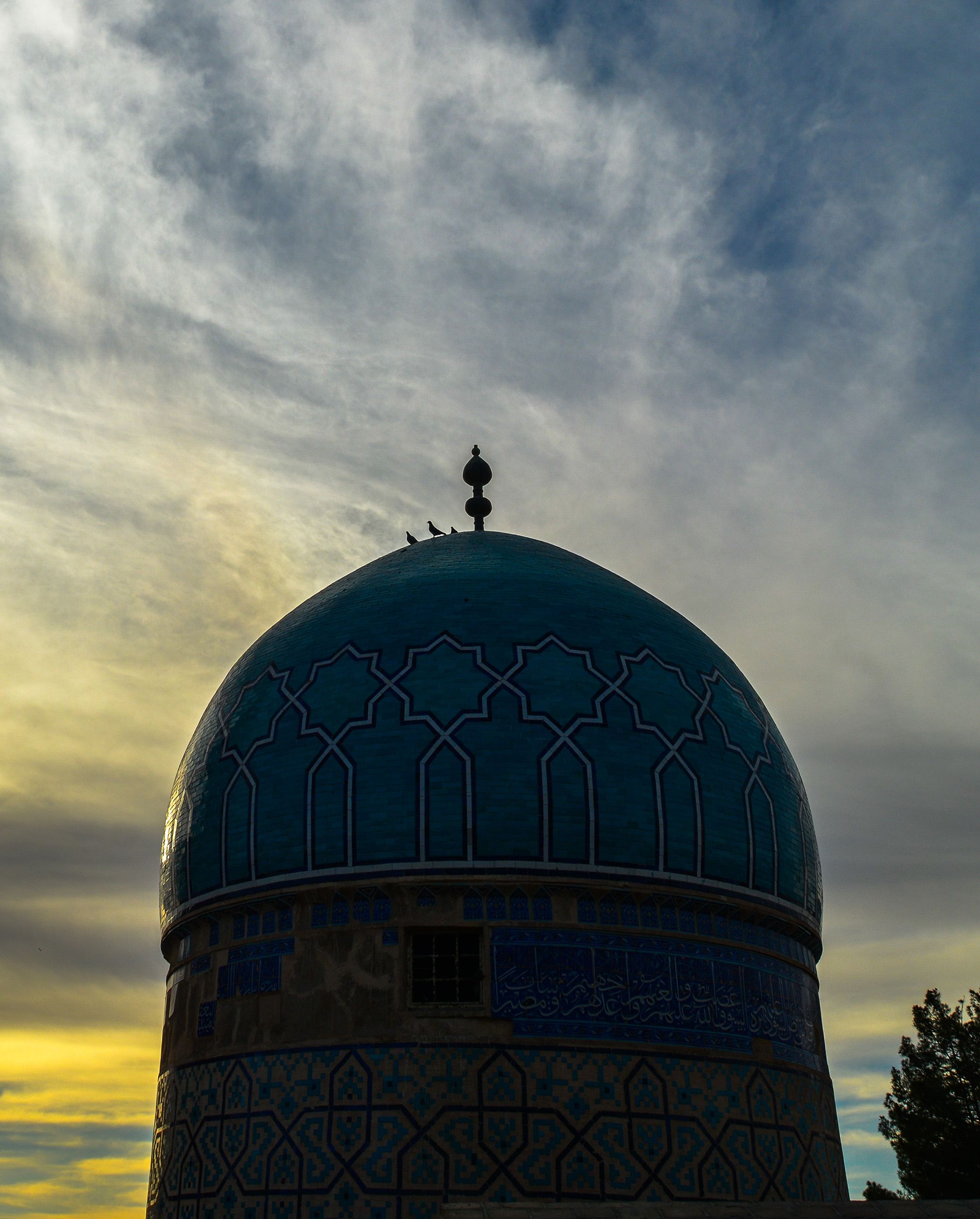
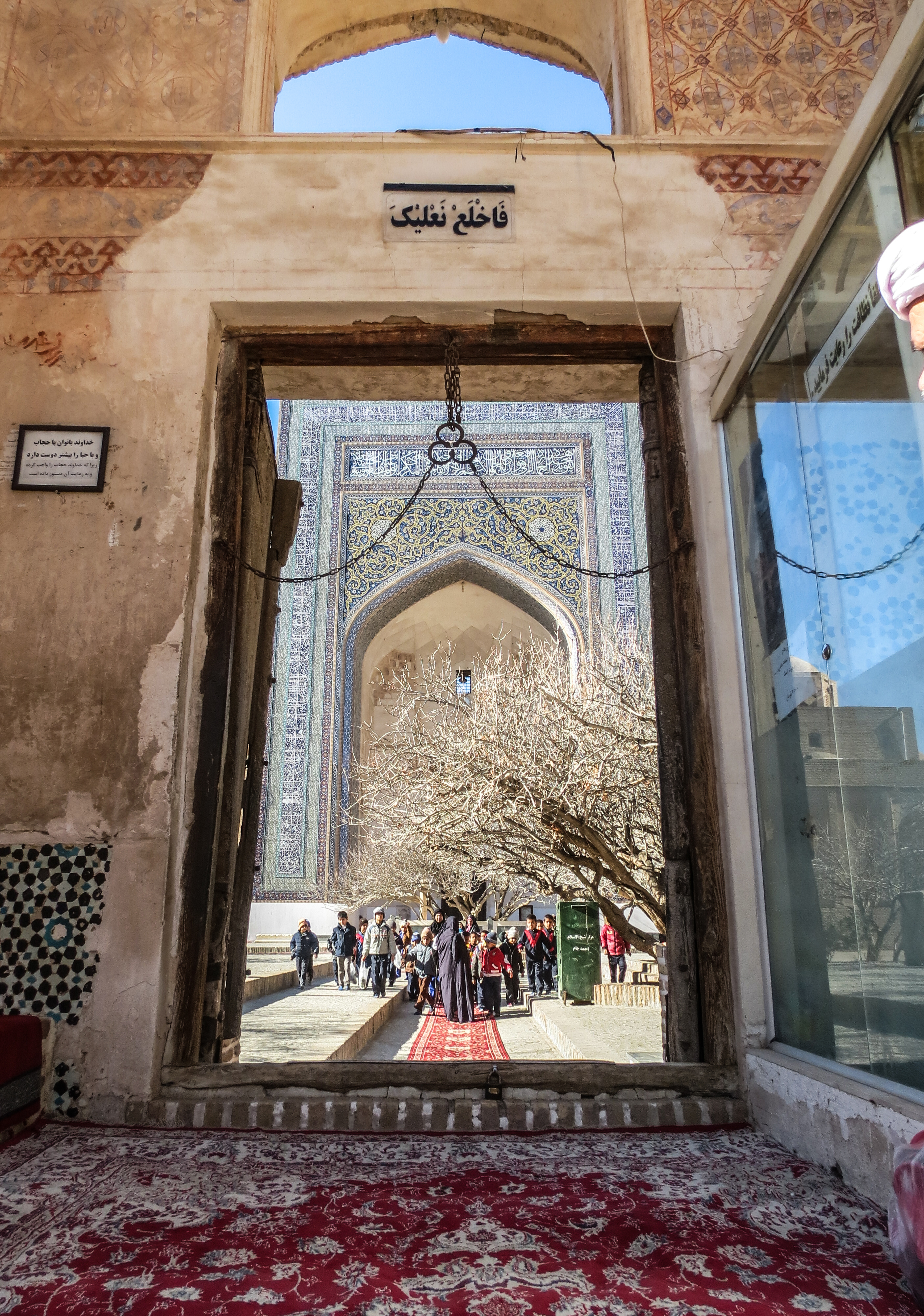